# Charles Davenport
Charles Benedict Davenport (1 de juny de 1866 – 18 de febrer de 1944), biòleg i eugenista estatunidenc, destacat per liderar i impulsar l'eugenèsia als Estats Units que va portar a l'esterilització de 60.000 nord-americans i va proporcionar fonaments per posteriorment crear l'Holocaust a Europa.